# Dystomorphus nigrosignatus
Dystomorphus nigrosignatus är en skalbaggsart som beskrevs av Pu, Wang, Li, Wang och Li 1998. Dystomorphus nigrosignatus ingår i släktet Dystomorphus och familjen långhorningar. Inga underarter finns listade i Catalogue of Life.